# 乌龟洞遗址
乌龟洞遗址位于浙江省建德市李家镇新桥村后乌龟山。1974年发掘，出土一枚属于智人类型的右上犬齿以及大熊猫、东方剑齿象、中国犀等一批哺乳动物化石。为浙江省首次发现，其时代大体相当于更新世晚期的后一阶段，距今约有五万年。“建德人”牙化石的发现扩展了智人化石在中国的地域分布，揭开了在浙江发现古人类化石的序幕。2013年3月列入第七批全国重点文物保护单位。

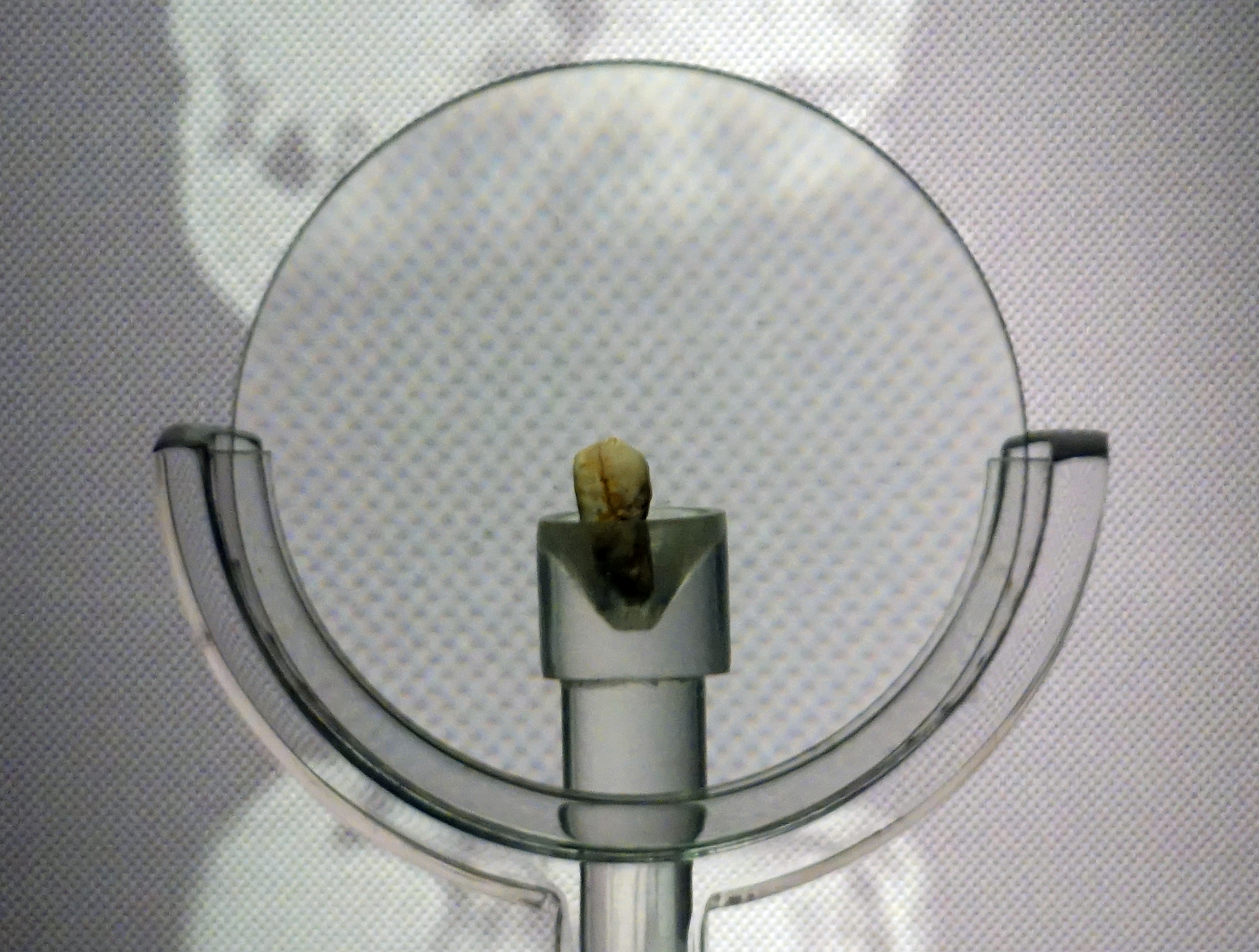
智人犬齿化石

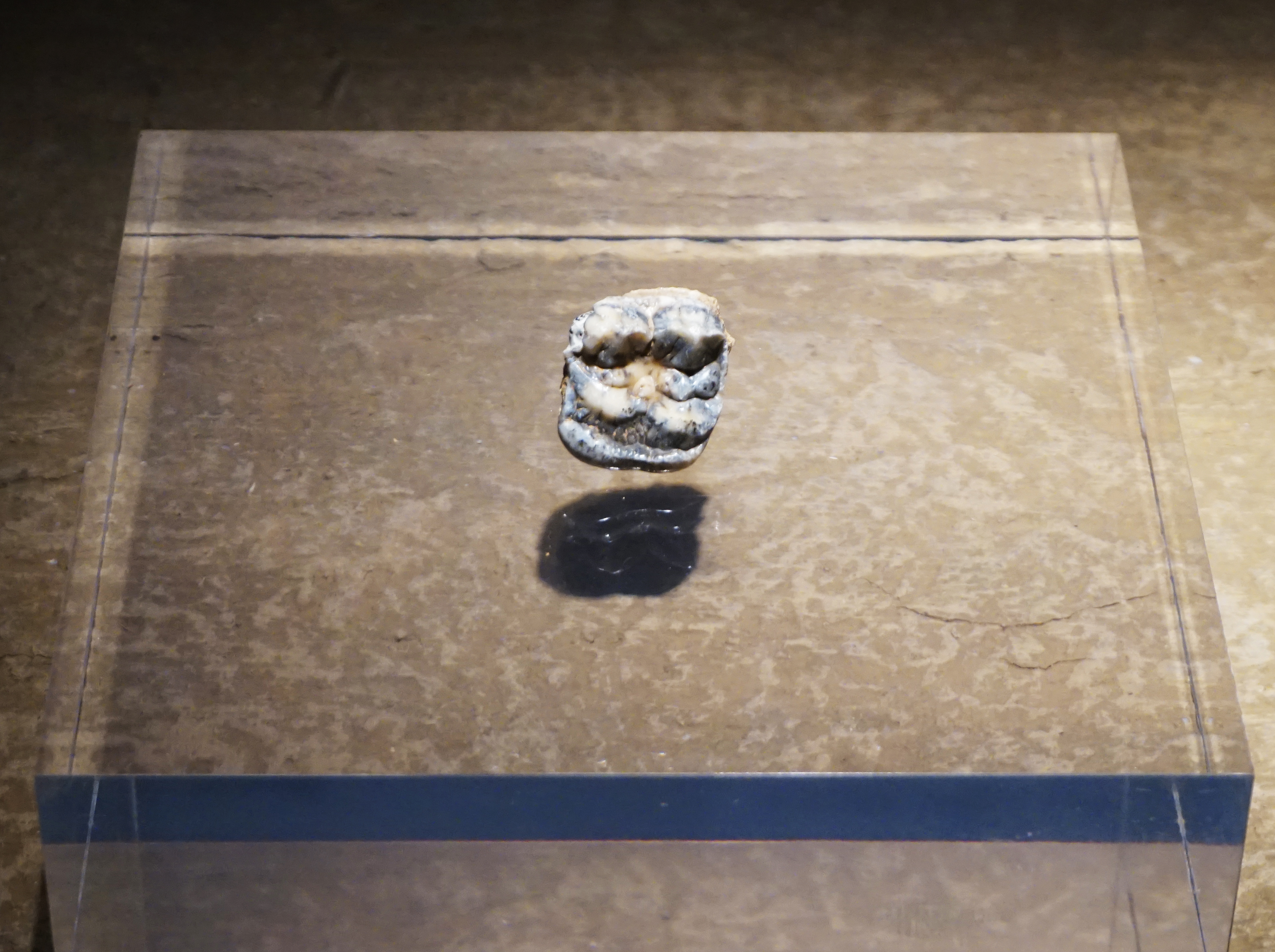
大熊猫牙齿化石